# Paulisentis missouriensis
Paulisentis missouriensis är en hakmaskart som beskrevs av Keppner 1974. Paulisentis missouriensis ingår i släktet Paulisentis och familjen Neoechinorhynchidae. Inga underarter finns listade i Catalogue of Life.